# Championnes de France de natation en bassin de 50 m du 4 × 100 m 4 nages

## 4 × 100 mètres 4 nages dames
| Championnat | Lieu                               | Club                                 | Athlète | Naissance                          | Âge                  | Temps                       |
| ----------- | ---------------------------------- | ------------------------------------ | --- | ---------------------------------- | -------------------- | --------------------------- |
| 1953        | Dijon                              | Racing Club de France                | |                                    |                      | 5 min 43 s 3                |
| 1954        | Paris Les tourelles                | Racing Club de France                | |                                    |                      | 5 min 40 s 4                |
| 1955        | Bellerive-sur-Allier               | Racing Club de France                | |                                    |                      | 5 min 37 s 0                |
| 1956        | Paris Georges Vallerey             | Cercle des nageurs de Marseille      | |                                    |                      | 5 min 35 s 0                |
| 1957        | Paris Georges Vallerey             | Mouettes de Valenciennes             | |                                    |                      | 5 min 45 s 1                |
| 1958        | Paris Georges Vallerey             | Racing Club de France                | |                                    |                      | 5 min 23 s 7 RF             |
| 1959        | Alger                              | Racing Club de France                | |                                    |                      | 5 min 20 s 2 RF             |
| 1960        | Paris Georges Vallerey             | non disputé                          | |                                    |                      |                             |
| 1961 hiver  | Paris Piscine de Pontoise (33,33m) | non disputé                          | |                                    |                      |                             |
| 1961 été    | Paris Georges Vallerey             | Racing Club de France                | |                                    |                      | 5 min 00 s 9                |
| 1962 hiver  | Nancy                              | non disputé                          | |                                    |                      |                             |
| 1962 été    | Paris Georges Vallerey             | Racing Club de France                | |                                    |                      | 5 min 05 s 0                |
| 1963 hiver  | Marseille Piscine Vallier (25 m)   | non disputé                          | |                                    |                      |                             |
| 1963 été    | Paris Georges Vallerey             | Racing Club de France                | |                                    |                      | 5 min 00 s 7                |
| 1964 hiver  | Marseille Piscine Vallier (25 m)   | non disputé                          | |                                    |                      |                             |
| 1964 été    | Paris Georges Vallerey             | Racing Club de France                | |                                    |                      | 4 min 58 s 5                |
| 1965 hiver  | Marseille Piscine Vallier (25 m)   | non disputé                          | |                                    |                      |                             |
| 1965 été    | Paris Georges Vallerey             | Racing Club de France                | |                                    |                      | 4 min 59 s 3                |
| 1966 hiver  | Le Mans (25 m)                     | non disputé                          | |                                    |                      |                             |
| 1966 été    | Paris Georges Vallerey             | Stade français                       | |                                    |                      | 4 min 56 s 0 RF             |
| 1967 hiver  | Caen (25 m)                        | non disputé                          | |                                    |                      |                             |
| 1967 été    | Paris Georges Vallerey             | Racing Club de France                | |                                    |                      | 4 min 59 s 5                |
| 1968 hiver  | Montreuil                          | non disputé                          | |                                    |                      |                             |
| 1968 été    | Paris Georges Vallerey             | Racing Club de France                | |                                    |                      | 4 min 55 s 2 RF             |
| 1969 hiver  | Toulouse                           | non disputé                          | |                                    |                      |                             |
| 1969 été    | Paris Georges Vallerey             | Cercle des nageurs de Marseille      | |                                    |                      | 4 min 56 s 5                |
| 1970 hiver  | Aix-en-Provence                    | non disputé                          | |                                    |                      |                             |
| 1970 été    | Paris Georges Vallerey             | Club des Nageurs de Paris            | |                                    |                      | 4 min 52 s 1 RF             |
| 1971 hiver  | Montreuil                          | non disputé                          | |                                    |                      |                             |
| 1971 été    | Paris Georges Vallerey             | Club des Nageurs de Paris            | |                                    |                      | 4 min 49 s 6 RF             |
| 1972 hiver  | Rouen (25 m)                       | non disputé                          | |                                    |                      |                             |
| 1972 été    | Vittel                             | Cercle des nageurs de Marseille      | |                                    |                      | 4 min 47 s 6 RF             |
| 1973 hiver  | Paris Georges Hermant              | non disputé                          | |                                    |                      |                             |
| 1973 été    | Vittel                             | Cercle des nageurs de Marseille      | |                                    |                      | 4 min 47 s 68               |
| 1974 hiver  | Bordeaux                           | non disputé                          | |                                    |                      |                             |
| 1974 été    | Paris Georges Vallerey             | Lille Université Club                | |                                    |                      | 4 min 44 s 66 RF            |
| 1975 hiver  | Troyes                             | non disputé                          | |                                    |                      |                             |
| 1975 été    | Paris Georges Vallerey             | Enfants de Neptune de Tours          | |                                    |                      | 4 min 40 s 73 RF            |
| 1976 hiver  | Tarbes                             | non disputé                          | |                                    |                      |                             |
| 1976 été    | Paris Georges Vallerey             | Enfants de Neptune de Tours          | |                                    |                      | 4 min 38 s 64 RF            |
| 1977 hiver  | Rennes                             | non disputé                          | |                                    |                      |                             |
| 1977 été    | Paris Georges Vallerey             | Enfants de Neptune de Tours          | |                                    |                      | 4 min 39 s 59               |
| 1978 hiver  | Lille                              | non disputé                          | |                                    |                      |                             |
| 1978 été    | Laval                              | Enfants de Neptune de Tours          | |                                    |                      | 4 min 37 s 02 RF            |
| 1979 hiver  | Nanterre                           | non disputé                          | |                                    |                      |                             |
| 1979 été    | Mulhouse                           | Enfants de Neptune de Tours          | |                                    |                      | 4 min 38 s 01               |
| 1980 hiver  | Bordeaux                           | non disputé                          | |                                    |                      |                             |
| 1980 été    | Brive-la-Gaillarde                 | Club des Nageurs de Paris            | |                                    |                      | 4 min 30 s 58 RF            |
| 1981 hiver  | La Rochelle                        | non disputé                          | |                                    |                      |                             |
| 1981 été    | Dunkerque                          | Club des Nageurs de Paris            | |                                    |                      | 4 min 36 s 63               |
| 1982 hiver  | Toulouse                           | Stade poitevin                       | |                                    |                      | 4 min 36 s 18               |
| 1982 été    | Megève                             | Stade poitevin                       | |                                    |                      | 4 min 38 s 19               |
| 1983 hiver  | Tours                              | Lyon Natation                        | |                                    |                      | 4 min 34 s 19               |
| 1983 été    | Bordeaux                           | CS Clichy                            | |                                    |                      | 4 min 31 s 76               |
| 1984 hiver  | Strasbourg                         | Lyon Natation                        | |                                    |                      | 4 min 31 s 16               |
| 1984 été    | Paris Georges Vallerey             | SN Charleville-Mézière               | |                                    |                      | 4 min 30 s 52 RF            |
| 1985 hiver  | Aix-en-Provence                    | SN Charleville-Mézière               | |                                    |                      | 4 min 28 s 10 RF            |
| 1985 été    | Dunkerque                          | Mulhouse Olympic Natation            | |                                    |                      | 4 min 36 s 44               |
| 1986 hiver  | Rennes                             | Stade poitevin                       | |                                    |                      | 4 min 26 s 55 RF            |
| 1986 été    | Millau                             | SN Charleville-Mézière               | |                                    |                      | 4 min 27 s 67               |
| 1987 hiver  | Mulhouse                           | D Charleville-Mézière                | |                                    |                      | 4 min 25 s 12 RF            |
| 1987 été    | Strasbourg                         | CS Clichy                            | |                                    |                      | 4 min 25 s 31               |
| 1988 hiver  | Vittel                             | Dauphins de Créteil                  | |                                    |                      | 4 min 26 s 38               |
| 1988 été    | Dunkerque                          | CS Clichy 92                         | |                                    |                      | 4 min 25 s 62               |
| 1989 hiver  | Forbach                            | Dauphins du TOEC                     | |                                    |                      | 4 min 29 s 44               |
| 1989 été    | Paris Georges Vallerey             | D Charleville-Mézière                | |                                    |                      | 4 min 29 s 13               |
| 1990 hiver  | La Rochelle                        | Dauphins du TOEC                     | |                                    |                      | 4 min 24 s 37 RF            |
| 1990 été    | Narbonne                           | Cercle des nageurs de Marseille      | |                                    |                      | 4 min 22 s 96 RF            |
| 1991 hiver  | Saint-Étienne                      | Dauphins du TOEC                     | |                                    |                      | 4 min 22 s 51 RF            |
| 1991 été    | Millau                             | Dauphins du TOEC                     | |                                    |                      | 4 min 25 s 86               |
| 1992 hiver  | Dunkerque                          | Cercle des nageurs de Marseille      | |                                    |                      | 4 min 19 s 73 RF            |
| 1992 été    | Mennecy                            | CS Clichy 92                         | |                                    |                      | 4 min 24 s 07               |
| 1993 hiver  | Mennecy                            | CS Clichy 92                         | |                                    |                      | 4 min 23 s 47               |
| 1993 été    | Paris Georges Vallerey             | CS Clichy 92                         | |                                    |                      | 4 min 25 s 69               |
| 1994 hiver  | Lille                              | Dauphins du TOEC                     | |                                    |                      | 4 min 22 s 08               |
| 1994 été    | Aix-les-Bains                      | Dauphins du TOEC                     | |                                    |                      | 4 min 21 s 84               |
| 1995 hiver  | Mennecy                            | Dauphins du TOEC                     | |                                    |                      | 4 min 18 s 28 RF            |
| 1995 été    | Canet-en-Roussillon                | Dauphins du TOEC                     | |                                    |                      | 4 min 21 s 28               |
| 1996 hiver  | Dunkerque                          | Dauphins du TOEC                     | |                                    |                      | 4 min 24 s 09               |
| 1996 été    | Montpellier                        | Dauphins du TOEC                     | |                                    |                      | 4 min 22 s 61               |
| 1997        | Mennecy                            | CS Clichy 92                         | |                                    |                      | 4 min 25 s 13               |
| 1998        | Amiens                             | Dauphins du TOEC                     | |                                    |                      | 4 min 24 s 84               |
| 1999        | Dunkerque                          | CS Clichy 92                         | |                                    |                      | 4 min 23 s 49               |
| 2000        | Rennes                             | Cercle des Nageurs de Melun-Dammarie | |                                    |                      | 4 min 18 s 67               |
| 2001        | Chamalières                        | Cercle des Nageurs de Melun-Dammarie | |                                    |                      | 4 min 18 s 18 RF            |
| 2002        | Chalon-sur-Saône                   | CS Clichy 92                         | Anne-Françoise Glatre Anne-Sophie Le Paranthoën Johanna Martinez-Glatre Ludivine Chouipe                                           | 1979 1977 1981 1978                | 23 25 21 24          | 4 min 16 s 70 RF            |
| 2003        | Saint-Étienne                      | CS Clichy 92                         | Anne-Françoise Glatre Anne-Sophie Le Paranthoën Johanna Martinez-Glatre Ludivine Chouipe                                           | 1979 1977 1981 1978                | 24 26 22 25          | 4 min 15 s 40 RF            |
| 2004        | Dunkerque                          | Grande-Bretagne (open) CS Clichy 92  | Sarah Price Kirsty Balfour Georgina Lee Melanie Marshall Hanna Shcherba Anne-Sophie Le Paranthoën Alena Popchanka Angela Tavernier | 1979 1984 1981 1982 1977 1979 1983 | 25 20 23 22 27 25 21 | 4 min 06 s 27 4 min 11 s 89 |
| 2005        | Nancy                              | CS Clichy 92                         | Jana Kolukanova Kirsty Balfour Alena Popchanka Angéla Tavernier                                                                    | 1981 1984 1979 1983                | 24 21 26 22          | 4 min 12 s 89               |
| 2006        | Tours                              | CS Clichy 92                         | Katy Sexton Kirsty Balfour Alena Popchanka Hanna Lorgeril-Shcherba                                                                 | 1982 1984 1979 1982                | 24 22 27 24          | 4 min 07 s 76               |
| 2007        | Saint-Raphaël                      | Canet 66 natation                    | Laure Manaudou Coralie Dobral Magali Rousseau Esther Baron                                                                         | 1986 1987 1988 1987                | 21 20 19 20          | 4 min 08 s 95 RF            |
| 2008        | Dunkerque                          | Canet 66 natation                    | Esther Baron Elena Bogomazova Gabriella Fagundez Margaux Fabre                                                                     | 1987 1982 1985 1992                | 21 26 23 16          | 4 min 07 s 25               |
| 2009        | Montpellier                        | Cercle des nageurs de Marseille      | Esther Baron Andréa Baudry Diane Bui Duyet Angéla Tavernier                                                                        | 1987 1991 1979 1983                | 22 18 30 26          | 4 min 05 s 69 RF            |
| 2010        | Saint-Raphaël                      | Es Massy Natation                    | Ane Saseta Estebanez Coralie Dobral Sophie de Ronchi Marine Bacchetta                                                              | 1983 1987 1985 1991                | 27 23 25 19          | 4 min 13 s 20               |